# سارا ليزانا
سارا ليزانا مينجز (بالإسبانية: Sara Lezana Mínguez) هي راقصة فلامنكو ومصممة رقصات وممثلة إسبانية، ولدت في 5 مارس 1948 في مدريد في إسبانيا.

## روابط خارجية
- Sara Lezana على موقع IMDb (الإنجليزية)
- Sara Lezana على موقع قاعدة بيانات الفيلم (الإنجليزية)

لا توجد روابط لمواقع التواصل الاجتماعي.